# 3′-Гидроксиэхиненон
3′-Гидроксиэхиненон — кето-каротиноидный пигмент, найденный у цианобактерий. Каротиноиды принадлежат к большому классу фотохимических соединений, известных как терпеноиды. Нековалентно связан с оранжевым каротиноидным белком, который представляет собой растворимый белок, участвующий в фотозащите и нефотохимическом тушении в процессе фотосинтеза.